# Le Maître du réseau
Le Maître du réseau (titre original : Patternmaster)  est un roman de science-fiction de l'autrice américaine Octavia E. Butler publié en 1976. Il est le premier tome de la série Patternist à être publié, mais le dernier dans la chronologie interne de la série. Il dépeint un futur lointain où la race humaine a été fortement divisée entre les « Patternists » dominants, leurs ennemis les « Clayarks », qui sont des mutants, et les humains muets qui sont asservis. Les Patternists, élevés pour leur intelligence et leurs capacités psychiques, sont des télépathes en réseau. Ils sont gouvernés par le télépathe le plus puissant, connu sous le nom de maître des réseaux. Le roman raconte l'histoire du passage à l'âge adulte de Teray, un jeune Patternist qui apprend qu'il est un fils du maître des réseaux. Teray se bat pour se positionner au sein de la société Patternist et éventuellement pour assumer le rôle de Patternmaster dans le futur.

## Résumé
Le roman commence avec Rayal, le maître des réseaux au lit avec Jansee, sa femme et sa sœur. Depuis un an, il n'y a pas eu d'attaques majeures des « Clayarks », humains mutants contre lesquels les Patternists se battent constamment. Rayal et Jansee ont deux fils, Teray, le plus jeune, qui est absent à Redhill School, et Coransee. Les Paternists peuvent communiquer avec leurs enfants par télépathie, et Jansee s'inquiète pour ses fils. Pour les surveiller, elle pense envoyer un « muet », un humain sans pouvoirs paranormaux. Rayal n'est pas d'accord, amenant le couple à se disputer. Rayal a tué tous ses frères et sœurs à l'exception  de Jansee pour devenir maître des réseaux et mener la course télépathique à travers les puissantes connexions entre les Patternists, connues sous le nom de « réseau ». L'année paisible se termine car les Clayarks attaquent les Patternists. Ils tirent et tuent Jansee et blessent gravement Rayal, qui doit alors utiliser ses pouvoirs pour sauver sa propre vie au lieu de tuer les Clayarks.
Plusieurs années plus tard, Teray quitte l'école Redhill avec sa femme, Iray. Alors que le couple part, ils rencontrent deux Patternists; Joachim, un maître de maison chez qui Teray est apprenti, et Jer, un étranger. Les deux informent Teray du récent raid de Clayark et lui font part de leurs projets de visiter Coransee sur le chemin de la maison de Joachim. Coransee défie Teray et essaie de lire dans ses pensées. 
Après le départ de Joachim, Coransee se présente à la porte de Teray et Iray, se bat par télépathie et tue presque Teray. Coransee l'informe qu'ils sont frères et lui demande, comme il est le seul obstacle sur sa route pour devenir maître des réseaux  s'il veut contrôler le réseau. Teray ne veut que sa liberté et sa propre maison. Corransee s'arrange alors pour échanger son apprenti contre Terray, ce qui lui permet de contrôler son frère.
Teray refuse la proposition de Coransee, car il souhaite lui implanter des contrôles, et il a nommé un étranger responsable des muets. Iray n'est plus la femme de Teray et l'aide en devenant membre de la maison de Coransee. Teray rencontre une femme muette nommée Suliana, sévèrement battue par un étranger nommé Jason, et appelle la guérisseuse résidente, Amber, pour soigner ses blessures. 
Teray prévoit de s'enfuir et rencontre un Clayark, mais lui permet de vivre et de partir. Joachim amène un compagnon nommé Michael et d'autres à la maison de Coransee pour enquêter sur deux accusations portées contre Coransee dans le but d'aider Teray à s'échapper. Coransee échappe aux accusations en retournant les accusations sur Joachim, qui pourrait être accusé d'avoir échangé illégalement un apprenti. Teray et Amber envisagent de s'échapper à Forsyth, où Michael lui a offert refuge.
Teray informe Iray de ses plans, mais elle est maintenant engagée à Coransee et ne peut pas partir. Teray et Amber partent, et elle lui apprend un moyen plus rapide de tuer les Clayarks. Coransee et un groupe de dix retrouvent les fuyards, et Coransee veut emmener Teray à Forsyth pour être jugé par Rayal. Au cours de leur voyage, Teray et Amber découvrent qu'elle est enceinte de son enfant, et Coransee tente de les forcer à rompre leur lien. Coransee et Teray se battent à nouveau par télépathie, et alors que Coransee abaisse ses défenses, Teray le tue. Teray établit des liens avec les autres Patternists tout en se préparant à les conduire à la maison de Rayal. Après avoir tué des milliers de Clayarks, Teray trouve Rayal dans le réseau. Rayal informe Teray qu'il l'attend depuis des années et a prévu que Teray lui succède, en raison de ses compétences de guérisseur.

## Thèmes

### Division de classe et société
Octavia E. Butler crée une société dans le Pattern où les classes sont distinctement ordonnées et définies. Au plus haut niveau de la société, se trouvent les Patternists dirigés par le maître des réseaux, Rayal. Sous son autorité se trouvent les Housemasters qui contrôlent les maisons ou les petites communautés. Au sein des maisons, il y a des apprentis. Les apprentis sont des maîtres de maison en formation et ont plus de liberté et de pouvoir que les personnes les plus modestes de la maison. Les étrangers ne sont généralement pas autorisés à devenir Housemasters et sont généralement relégués aux serviteurs et parfois aux esclaves. La maison du patron comprend des compagnons qui ont un pouvoir limité. Les indépendants comme le personnage Amber fonctionnent en dehors de la maison et travaillent dans la maison de leur choix.
D'autres, comme les muets, n'ont aucun pouvoir ni statut dans la société. Ils servent de travailleurs et de soignants aux Patternists. Cependant, les Patternists et les muets partagent un point commun : ils craignent les Clayarks, qui sont des humains mutants qui ont des têtes humaines, mais des corps d'animaux ressemblant à des chats.

### Pouvoir et responsabilité
Rayal, détient le plus de pouvoir car il contrôle le réseau. Il permet à ses fils de se quereller dans une lutte de pouvoir, espérant que son fils Teray sortira victorieux. Coransee utilise ses forces pour devenir Housemaster et s'autoproclamer héritier légitime. Coransee aime le pouvoir, mais n'accepte pas la responsabilité. En contraste, Octavia E. Butler présente Amber qui cherche un équilibre entre les deux. Dans son métier de guérisseuse, elle doit avoir des qualités de pouvoir et de responsabilité. Lorsque Teray devient muet (avec le rôle de diriger les muets d'une maison) il comprend que bien que son pouvoir dans la maison soit petit, il prend sa responsabilité au sérieux. La force de Teray ainsi que son plus grand sens des responsabilités  font de lui le candidat le plus probable et le plus digne pour devenir le maître des réseaux, ce qu'il accomplit finalement..

### Communication et communauté contre l'individu
La raison pour laquelle les Patternists contrôlent les smuets est liée à leur capacité à communiquer mentalement avec d'autres Patternists. La position d'un Patternist dans la société est souvent liée à la force avec laquelle il est capable de se connecter par télépathie avec d'autres personnages. Des personnages comme Amber et Teray ont de meilleures compétences en communication en raison de leur empathie et de leur capacité à guérir. Octavia E. Butler fait également la distinction de la force de la communauté sur l'individu dans le contraste des personnages de Joachim et Coransee. Coransee ne recherche pas de liens mentaux avec les autres membres de la communauté à moins de voir une opportunité de contrôler les autres; au contraire, Joachim apprécie les autres Patternists de la communauté. L'individualisme de Coransee fait de lui un personnage puissant, mais son choix de ne pas rechercher de liens avec la communauté lui coûte finalement le rôle de maître des réseaux. Le rôle est finalement confié à Teray car il accepte et comprend la valeur de la communauté.

## Réception
Le roman a été  bien accueilli par les critiques. Publishers Weekly a noté que « L'autrice énonce soigneusement le fondement de son monde unique, et l'histoire qui s'ensuit de la vie, de la poursuite et du combat retient constamment l'attention ». Un contributeur de Kirkus Reviews a qualifié le roman de bien « à l'ancienne » (c'est-à-dire selon les normes de la science-fiction) , et représentant « une fiction d'évasion dans la meilleure tradition à motifs ».
Des critiques ont par la suite fait valoir que Le Maître du réseau est l'un des romans les plus faibles de la série en raison de l'inexpérience d'Octavia E. Butler. TG Wagner de SF Reviews.net a écrit que « Butler n'a pas encore compris la meilleure façon de livrer le commentaire social sous-textuel qui donnerait à la série sa profondeur ». En 1992, Orson Scott Card rejette le roman comme relevant « plus de romance magique que de science-fiction dure », mais loue également le travail de Butler pour rendre les personnages réalistes et avoir « abordé les questions de liberté et d'esclavage, de pouvoir et de responsabilité qui ont fait de tous ses écrits de telles études vibrantes de l'éthique du pouvoir et de la soumission ».